# Togliamoci la voglia (singolo)
Togliamoci la voglia è un singolo del rapper italiano Raige e della cantante italiana Giulia Luzi, pubblicato il 10 febbraio 2017 dalla Warner Music Italy.

## Descrizione
Scritto da Alex Vella, Antonio Iammarino, Luca Chiaravalli e Sergio Vallarino, il brano è stato presentato dai due artisti per la prima volta dal vivo in occasione del Festival di Sanremo 2017.
Il brano è stato successivamente inserito nella riedizione di Alex di Raige e nell'album omonimo di Luzi.

## Video musicale
Il videoclip, diretto da Mauro Russo, è stato pubblicato il 9 febbraio 2017 attraverso il canale della Warner Music Italy.

## Tracce
Testi e musiche di Alex Vella, Antonio Iammarino e Luca Chiaravalli, eccetto dove indicato.
Download digitale
1. Togliamoci la voglia – 3:33

7" (Italia)
- Lato A

1. Togliamoci la voglia – 3:33

- Lato B

1. C'era un ragazzo che come me amava i Beatles e i Rolling Stones – 3:10 (Franco Migliacci, Mauro Lusini) – originariamente interpretata da Gianni Morandi

## Formazione
Musicisti
- Raige – voce
- Giulia Luzi – voce, cori
- Luca Chiaravalli – arrangiamento, strumentazione, programmazione, composizione e programmazione strumenti ad arco
- Zibba, Chanty, Antonio Iammarino – cori
- Massimo Zanotti – composizione e programmazione strumenti ad arco
- Valentino Corvino – violino, viola

Produzione
- Luca Chiaravalli – produzione, registrazione
- Alex Trecarichi – registrazione
- Antonio Baglio – mastering